# 29. ceremonia wręczenia Oscarów
29. ceremonia rozdania Oscarów odbyła się 27 marca 1957 roku w RKO Pantages Theatre w Los Angeles oraz w NBC Century Theatre, Nowy Jork. Była to ostatnia ceremonia transmitowana oddzielnie na dwóch wybrzeżach Stanów Zjednoczonych.

## Laureaci

### Najlepszy film
- Michael Todd – W 80 dni dookoła świata
- William Wyler – Przyjacielska perswazja
- George Stevens, Henry Ginsberg – Olbrzym
- Charles Brackett – Król i ja
- Cecil B. DeMille – Dziesięcioro przykazań

### Aktor pierwszoplanowy
- Yul Brynner – Król i ja
- James Dean – Olbrzym (nominacja przyznana pośmiertnie)
- Rock Hudson – Olbrzym
- Kirk Douglas – Pasja życia
- Laurence Olivier – Ryszard III

### Aktorka pierwszoplanowa
- Ingrid Bergman – Anastazja
- Carroll Baker – Baby Doll
- Nancy Kelly – The Bad Seed
- Deborah Kerr – Król i ja
- Katharine Hepburn – Zaklinacz deszczu

### Aktor drugoplanowy
- Anthony Quinn – Pasja życia
- Mickey Rooney – The Bold and the Brave
- Don Murray – Przystanek autobusowy
- Anthony Perkins – Przyjacielska perswazja
- Robert Stack – Pisane na wietrze

### Aktorka drugoplanowa
- Dorothy Malone – Pisane na wietrze
- Mildred Dunnock – Baby Doll
- Eileen Heckart – The Bad Seed
- Patty McCormack – The Bad Seed
- Mercedes McCambridge – Olbrzym

### Reżyseria
- George Stevens – Olbrzym
- Michael Anderson – W 80 dni dookoła świata
- William Wyler – Przyjacielska perswazja
- Walter Lang – Król i ja
- King Vidor – Wojna i pokój

### Scenariusz oryginalny
- Albert Lamorisse – Czerwony balonik
- Robert Lewin – The Bold and the Brave
- Andrew L. Stone – Julie
- William Rose – Jak zabić starszą panią
- Federico Fellini, Tullio Pinelli – La strada

### Scenariusz adaptowany
- James Poe, John Farrow, S.J. Perelman – W 80 dni dookoła świata
- Tennessee Williams – Baby Doll
- Michael Wilson – Przyjacielska perswazja
- Fred Guiol, Ivan Moffat – Olbrzym
- Norman Corwin – Pasja życia

### Materiały do scenariusza
- Dalton Trumbo – The Brave One
- Leo Katcher – Ostatnie akordy
- Edward Bernds, Elwood Ullman – Wyższe sfery
- Jean-Paul Sartre – Odrodzeni
- Cesare Zavattini – Umberto D.

### Zdjęcia (film czarno-biały)
- Joseph Ruttenberg – Między linami ringu
- Boris Kaufman – Baby Doll
- Harold Rosson – The Bad Seed
- Burnett Guffey – Tym cięższy ich upadek
- Walter Strenge – Stagecoach to Fury

### Zdjęcia (film barwny)
- Lionel Lindon  - W 80 dni dookoła świata
- Harry Stradling Sr. – Ostatnie akordy
- Leon Shamroy – Król i ja
- Loyal Griggs – Dziesięcioro przykazań
- Jack Cardiff – Wojna i pokój

### Scenografia i dekoracje wnętrz (film czarno-biały)
- Cedric Gibbons, Malcolm F. Brown, Edwin B. Willis, F. Keogh Gleason  - Między linami ringu
- Hal Pereira, A. Earl Hedrick, Sam Comer, Frank R. McKelvy – The Proud and Profane
- So Matsuyama – Siedmiu samurajów
- Ross Bellah, William Kiernan, Louis Diage – The Solid Gold Cadillac
- Lyle Wheeler, Jack Martin Smith, Walter M. Scott, Stuart A. Reiss – Zbuntowana nastolatka

### Scenografia i dekoracje wnętrz (film barwny)
- Lyle Wheeler, John DeCuir, Walter M. Scott, Paul S. Fox  - Król i ja
- James W. Sullivan, Ken Adam, Ross Dowd – W 80 dni dookoła świata
- Boris Leven, Ralph S. Hurst – Olbrzym
- Cedric Gibbons, Hans Peters, E. Preston Ames, Edwin B. Willis, F. Keogh Gleason – Pasja życia
- Hal Pereira, Walter H. Tyler, Albert Nozaki, Sam Comer, Ray Moyer – Dziesięcioro przykazań

### Kostiumy (film czarno-biały)
- Jean Louis – The Solid Gold Cadillac
- Helen Rose – Cena władzy
- Edith Head – The Proud and Profane
- Kôhei Ezaki – Siedmiu samurajów
- Charles LeMaire, Mary Wills – Zbuntowana nastolatka

### Kostiumy (film barwny)
- Irene Sharaff – Król i ja
- Miles White – W 80 dni dookoła świata
- Moss Mabry, Marjorie Best – Olbrzym
- Edith Head, Ralph Jester, John Jensen, Dorothy Jeakins, Arnold Friberg – Dziesięcioro przykazań
- Maria De Matteis – Wojna i pokój

### Dźwięk
- Carlton W. Faulkner (20th Century-Fox Studio Sound Department) – Król i ja
- Buddy Myers (RKO Radio) – The Brave One
- John P. Livadary (Columbia SSD) – Ostatnie akordy
- Gordon R. Glennan (Westrex Sound Services), Gordon Sawyer (Samuel Goldwyn SSD) – Przyjacielska perswazja
- Loren L. Ryder (Paramount SSD) – Dziesięcioro przykazań

### Montaż
- Gene Ruggiero, Paul Weatherwax – W 80 dni dookoła świata
- Merrill G. White – The Brave One
- William Hornbeck, Philip W. Anderson, Fred Bohanan – Olbrzym
- Albert Akst – Między linami ringu
- Anne Bauchens – Dziesięcioro przykazań

### Efekty specjalne
- John P. Fulton – Dziesięcioro przykazań
- A. Arnold Gillespie, Irving G. Ries, Wesley C. Miller – Zakazana planeta

### Piosenka filmowa
- „Whatever Will Be, Will Be (Que Sera, Sera)” - Człowiek, który wiedział za dużo – Jay Livingston, Ray Evans
- „Friendly Persuasion (Thee I Love)” – Przyjacielska perswazja - muzyka: Dimitri Tiomkin; słowa: Paul Francis Webster
- „True Love” – Wyższe sfery – Cole Porter
- „Julie” – Julie – muzyka: Leith Stevens; słowa: Tom Adair
- „Written on the Wind' – Pisane na wietrze – muzyka: Victor Young; słowa: Sammy Cahn

### Muzyka filmowa w dramacie/komedii
- Victor Young – W 80 dni dookoła świata (przyznany pośmiertnie)
- Alfred Newman – Anastazja
- Hugo Friedhofer – Między niebem a piekłem
- Dimitri Tiomkin – Olbrzym
- Alex North – Zaklinacz deszczu

### Muzyka filmowa w musicalu
- Alfred Newman, Ken Darby  - Król i ja
- Lionel Newman – Best Things in Life Are Free
- Morris Stoloff, George Duning – Ostatnie akordy
- Johnny Green, Saul Chaplin – Wyższe sfery
- George E. Stoll, Johnny Green – Spotkajmy się w Las Vegas

### Krótkometrażowy film animowany
- Stephen Bosustow – Mister Magoo's Poddle Jumper

### Krótkometrażowy film aktorski (na dwóch rolkach)
- Wilbur T. Blume – The Face of Lincoln

### Krótkometrażowy film aktorski (na jednej rolce)
- Konstantin Kalser – Crashing The Water Barrier

### Krótkometrażowy film dokumentalny
- Louis Clyde Stoumen – The True Story of the Civil War

### Pełnometrażowy film dokumentalny
- Jacques-Yves Cousteau – The Silent World

### Nieangielskojęzyczny film fabularny
- Włochy – Dino De Laurentiis, Carlo Ponti – La strada, reż. Federico Fellini
- Japonia – Masayuki Takagi – Harfa birmańska, reż. Kon Ichikawa
- Francja – Agnès Delahaie – Gervaise, reż. René Clément
- RFN – Gyula Trebitsch, Walter Koppel – Kapitan z Köpenick, reż. Helmut Käutner
- Dania – O. Dalsgaard-Olsen – Chłopiec z Grenlandii, reż. Erik Balling

### Oscar Honorowy
- Eddie Cantor – za całokształt osiągnięć jako scenarzysta i aktor